# Коллар, Адам
Адам Франтишек Коллар (17 апреля 1718 — 10 июля 1783) — словацкий писатель, историк права, библиотекарь. За его мудрость и объем знаний его прозвали «Словацким Сократом». Коллару также приписывают введение термина этнология и формулировку его первого определения в 1783 году. Некоторые авторы видят в нем одного из самых ранних прословацких, прославянских и панславянских активистов в Габсбургской монархии.

## Биография
В своих публикациях требовал отмены крепостного права, налогообложения дворянства и введение свободы вероисповедания.
Он отметил, что старое феодальное общество нуждается в радикальной реформе. Коллар своими взглядами повлиял на образовательные реформы Марии Терезии. Он был сторонником просвещенного абсолютизма, требовал равноправия граждан. Венгерское дворянство отклоняло все предложенные реформы, потому что они чувствовали в них угрозы. Также, Коллар выступал за укрепление власти монарха (в труде «De originibus et usu perpetuo potestatis legilatoriae circa sacra apost. regnum Ungariae»). Возмущение венгерских представителей в парламенте привели к общественным сжиганиям трудов Коллара на Братиславской площади. Коллар был первым словаком, заложившим обширную библиотеку при поддержке Венского двора и занимался научным изучением славянской истории.

## Труды
- 1761 / 1762 — Viedenská zbierka dokumentov všetkých čias (Analecta monumentorum omnis aevi Vindobonensia, I—II.), Viedeň
- 1762 — Casp. Ursini Velii de bello Pannonico libri decem cum adnotationibus et appendice critico, Viedeň
- 1763 — Nicolai Olahi… Hungaria et Attila…, Viedeň, reedícia diela od Mikuláša Oláha
- 1764 — O pôvode a nepretržitom používaní zákonodárnej moci v cirkevných záležitostiach aspoštolských kráľov uhorských (De originibus et usu perpetuo potestatis legilatoriae legilatoriae circa sacra apost. regnum Ungariae)
- 1769 — O pôvode, rozšírení a osadení rusínskej národnosti v Uhorsku (De ortu, progressu et inclatu nationis Ruthenicae in Hungaria), prvé dejiny uhorských Ukrajincov
- 1772 — Jurium Hungariae in Russiam minorem et Podoliam, Bohemiaeque in Osvicensem et Zatoriensem ducatus explicatio, Viedeň; aj v nemčine
- 1777 — Učebný poriadok (Ratio educationis), pedagogické práce ovplyvňujúce školskú reformu
- 1783 — Pôvaby dejín verejného práva uhorského kráľovstva (Historiae jurisque publici regni Ungariae amoenitates, I—II., Viedeň)